# هرمان مولر (لغوي)
هرمان مولر (بالدنماركية: Hermann Möller)‏ هو لغوي دنماركي، ولد في 13 يناير 1850 في Tønder Municipality ‏ في الدنمارك، وتوفي في 5 أكتوبر 1923 في كوبنهاغن في الدنمارك.